# Abraham Serfaty
Abraham Serfaty (* 1926 in Casablanca, Marokko; † 18. November 2010 in Marrakesch, Marokko) war ein marokkanischer Dissident, Regimekritiker und politischer Aktivist in der Zeit der Bleiernen Jahre. Er war ein langjähriger politischer Gefangener.

## Leben
Abraham Serfaty stammte aus einer sefardisch-jüdischen Mittelklassefamilie, die seit ihrer Vertreibung aus Andalusien im 15. Jahrhundert in Tanger lebte und zur Zeit seiner Geburt im französischen Teil des Protektorats Marokko ansässig war. Er machte 1949 seinen Abschluss als Bergbauingenieur in Paris an der École nationale supérieure des mines de Paris. Politisch war er bereits seit seinem Eintritt in die Bewegung der marokkanischen Jungkommunisten 1944 aktiv. Zu seinem Studienbeginn in Frankreich 1945 trat er der Kommunistischen Partei Frankreichs (PCF) bei. Nach Serfatys Rückkehr nach Marokko wurde er Mitglied der kommunistischen Partei des Landes. Die Machthaber in Französisch-Marokko verhafteten ihn 1950, warfen ihn ins Gefängnis und verhängten für sechs Jahre einen überwachten Zwangsaufenthalt in Frankreich.
Serfaty kehrte nach der Unabhängigkeit seiner Heimat dorthin zurück und war von 1957 bis 1960 im Wirtschaftsministerium angestellt. Er vertrat eine vom Ausland weniger abhängige Bergwerkspolitik seines Landes. Von 1960 bis 1968 war er Direktor für Forschung und Entwicklung im staatlichen Büro für Phosphate, dem Office Chérifien des Phosphates, trat jedoch von seinen Ämtern zurück aus Solidarität mit streikenden Bergarbeitern. In der Frage der Westsahara unterstützte er den Frente Polisario.
Nach dem Sechstagekrieg 1967 wandte er sich als Jude von der Politik der israelischen Regierung gegenüber den Palästinensern ab und trat für einen palästinensischen Staat ein. Die massenhafte Auswanderung der Juden seines Landes sah er nicht als eine „mechanische“ Folge des Staatsgründung Israels, sondern als eine stillschweigende Übereinkunft zwischen der muslimischen und jüdischen Oberschicht Marokkos einerseits und des Staates Israel andererseits, die arme und mehrheitlich bäuerliche jüdische Bevölkerung im Atlas und im marokkanischen Süden loszuwerden. Von 1968 bis 1972 lehrte er an der Ingenieurschule von Mohammedia. In dieser Zeit arbeitete er auch mit der Kunstzeitschrift Souffles/Antifas zusammen, die von Abdellatif Laabi geleitet wurde.
Serfaty verließ 1970 die Kommunistische Partei Marokkos, die ihm zu doktrinär erschien und engagierte sich in der marxistisch-leninistischen Vereinigung Vorwärts (arab. Illal al-Amame). Im Januar 1972 wurde er zum ersten Mal verhaftet und nach schweren Folterungen auf öffentlichen Druck hin freigelassen. Im März 1972 ging er mit seinem ebenfalls gesuchten Freund Abdellatif Zeroual in den Untergrund. Dort traf er seine spätere Frau, Christine Daure, die beiden im Versteck half. Beide wurden jedoch im August 1974 aufgespürt und erneut misshandelt; Zeroual starb an den Folgen. Serfaty wurde im Oktober 1974 zusammen mit vier weiteren Genossen zu lebenslanger Haft verurteilt. Haftgrund war „Verschwörung gegen die Sicherheit des Staates“. Die nächsten siebzehn Jahre verbrachte er im Gefängnis in Kénitra. Dort konnte Serfaty 1986 durch Vermittlung von Danielle Mitterrand, seine Unterstützerin und Herausgeberin seiner Schriften, heiraten.

### Exil und Rückkehr nach Marokko
Serfaty wurde im September 1991 aus dem Gefängnis entlassen und sofort aus Marokko verbannt. Seine Staatsbürgerschaft wurde ihm aberkannt und er wurde vom Innenminister Driss Basri des Landes verwiesen. Als Begründung für den Entzug des Bürgerrechts wurde angegeben, dass Serfatys Vater brasilianischer Staatsbürger gewesen war. Dies änderte sich auch nicht nach der Amtsübernahme von Abderahmane Youssoufi, der dieses 1998 mit Verweis auf die „marocanité“ Serfatys wiederherzustellen versuchte. Das oberste Gericht Marokkos wies einen Rekurs ab. In Frankreich fand das Ehepaar Serfaty Asyl, wo Abraham an der Université de Paris VIII von 1992 bis 1995 lehrte, unter anderem zum Thema: Identitäten und Demokratie in der Arabischen Welt.
Zwei Monate nach dem Tod des marokkanischen Königs Hassan II. 1999 konnte Serfaty im Jahr 2000 mit seiner Frau nach Marokko zurückkehren. Die Regierung unter Mohammed VI. stellte ihnen ein Haus in Mohammedia zur Verfügung und bewilligte eine monatliche Rente. Im Gegenzug unterzeichnete Serfaty eine Erklärung, in der er eine konstitutionelle Monarchie anerkannte und in der Frage der Westsahara einer „Lösung ohne Sieger noch Besiegten“ zustimmte. Gleichzeitig wurde er in den Aufsichtsrat der Behörde für Erdölforschung und -Förderung (ONAREP) berufen. Diese offizielle Stellung hinderte Serfaty nicht an seiner Kritik an der Innenpolitik Marokkos, was in einem Fall sogar zum Rücktritt des Premierministers Abderrahmane Yousoufi im Dezember 2000 führte.

## Veröffentlichungen
- 2002: aktualisierte Neuauflage: Zusammen mit Christine Daure-Serfaty; La mémoire de l’autre. Tarik Éditions, Casablanca, ISBN 9954-419-00-4.
- 2001: zusammen mit Mikhaël Elbaz: L’insoumis: Juifs, Marocains et rebelles. Éditions Desclée de Brouwer, Paris, ISBN 2-220-04724-5.
- 1998: Le Maroc du noir au gris. Éditions Syllepse, ISBN 2-907993-89-5.
- 1993: La Mémoire de l’autre, Stock.
- 1992: Dans les Prisons du Roi. Écrits de Kénitra sur le Maroc. Éditions Messidor, Paris, ISBN 2-209-06640-9.
- 1992: Écrits de prison sur la Palestine. Éditions Arcantère, ISBN 2-86829-059-0.
- 1977: Lutte anti-sioniste et Révolution Arabe – Esai sur le judaïsme marocain et le sionisme. Éditions Quatre-Vents.